# Берген-стрит (линия Калвер, Ай-эн-ди)

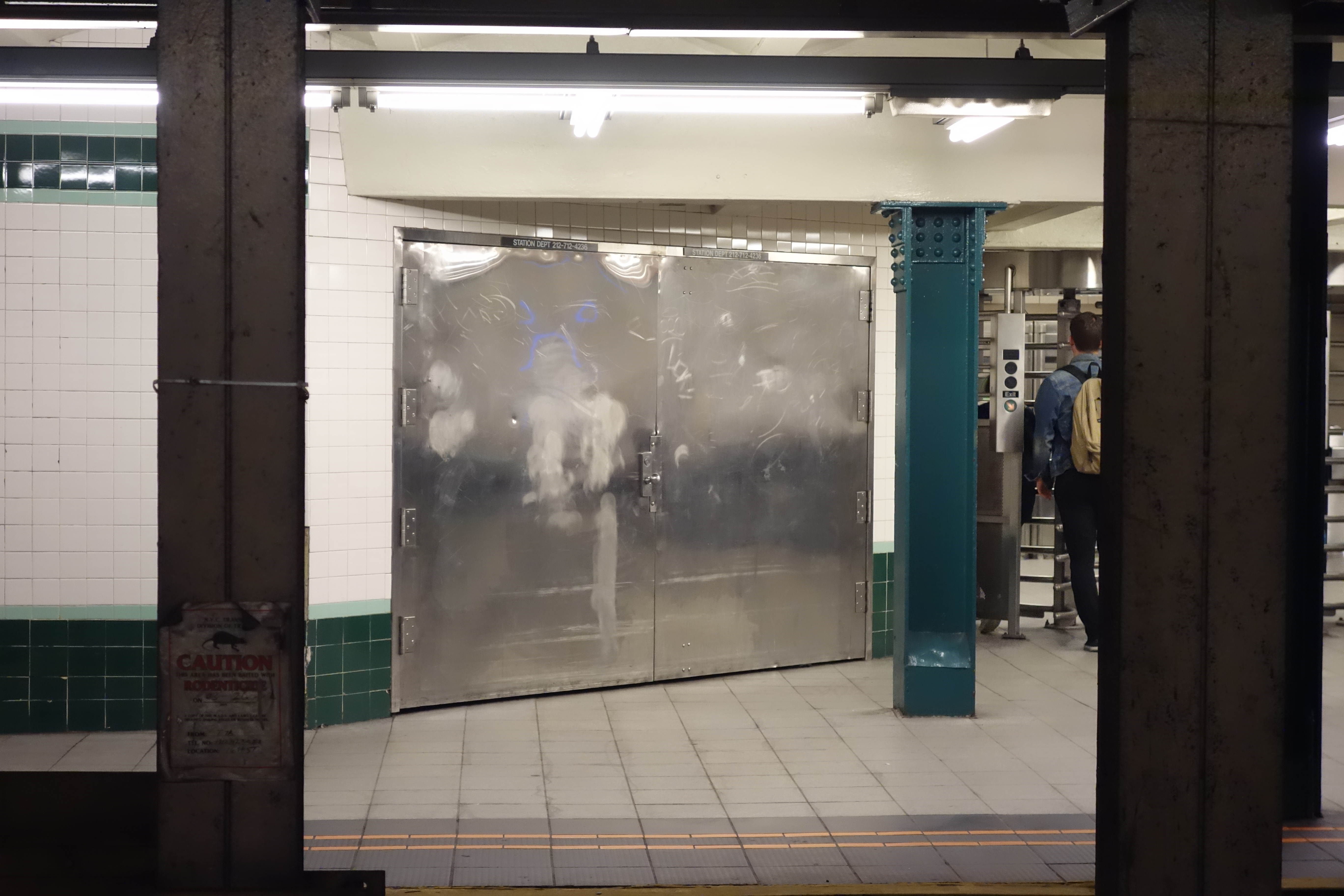
Двери, закрывающие проход с верхнего уровня на нижний

| Верхний ярус               |     |     |   |
| \| · \| · л \| · л \| · \| |     |     |   |
| ·                          | · л | · л | · |

| · | · л | · л | · |

| Нижний ярус                |     |     |   |
| \| · \| · э \| · э \| · \| |     |     |   |
| ·                          | · э | · э | · |

| · | · э | · э | · |

| Верхний ярус               |     |     |   |
| \| · \| · л \| · л \| · \| |     |     |   |
| ·                          | · л | · л | · |

| · | · л | · л | · |

| Нижний ярус                |     |     |   |
| \| · \| · э \| · э \| · \| |     |     |   |
| ·                          | · э | · э | · |

| · | · э | · э | · |

«Берген-стрит» (англ. Bergen Street) — станция Нью-Йоркского метрополитена, расположенная на линии Калвер, Ай-эн-ди. Станция находится в Бруклине, в округе Борум-Хилл, на пересечении Берген-стрит со Смит-стрит. На станции останавливаются маршруты F (круглосуточно) и G (круглосуточно). Станцию проходит без остановки маршрут <F> (в часы пик в пиковом направлении).
Станция является двухуровневой: на каждом уровне два пути и две боковые платформы. Локальные пути линии расположены на верхнем уровне, экспресс-пути — на нижнем. Обе платформы на верхнем уровне отделаны в тёмно-зелёных тонах. На стенах имеются мозаики с названием станции. Название станции также представлено в виде стандартных чёрных табличек с белой надписью, расположенных на колоннах.
Турникетные ряды расположены на уровне платформ, никаких переходов между платформами разных направлений не предусмотрено, однако есть лестницы, соединяющие верхние платформы с нижними. Каждая из верхних платформ имеет два выхода. Первый (основной), расположенный с северного конца станции, приводит к перекрёстку Берген-стрит со Смит-стрит. Второй выход, содержащий только полноростовые турникеты, приводит к перекрёстку Смит-стрит с Уоррен-стрит. Платформа на Манхэттен имеет выходы на восточные углы перекрёстка, а платформа на Кони-Айленд — на западные.
Несмотря на то что нижний уровень был открыт вместе с верхним в 1933 году, он не использовался до 1968 года, когда впервые было открыто экспресс-сообщение по линии Калвер. Из-за многочисленных жалоб жителей Бруклина (F стал экспрессом, в то время как локальным работал только G, который не идёт в Манхэттен, что вызвало широкое недовольство) движение экспресс-поездов было отменено. С тех пор нижний уровень не используется — даже несмотря на то, что движение экспресс-поездов на линии восстановлено. Все проходы на нижний уровень для пассажиров закрыты; поезд, идущий по экспресс-пути, на этой станции не останавливается. Стоимость ремонта нижнего уровня, который бы привёл его в рабочее состояние, оценивается в 75 млн долларов.
Севернее станции от верхних локальных путей ответвляется линия Кросстаун, поворачивающая на восток (маршрут G). Сами верхние пути соединяются с нижними экспресс-путями и продолжаются прямо (маршрут F).